# Селеста (телесериал)
Селе́ста (исп. Celeste) — аргентинская теленовелла, снятая по сценарию Хосе Николаса и Энрике Торреса, с Андреа Дель Бока в главной роли, впервые показанная на Canal 13 в 1991 году. Это была одна из первых теленовелл, в которой были подняты такие темы как СПИД и гомосексуальность. Главную мужскую роль в сериале исполнил Густаво Бермудес, которому эта роль принесла широкую популярность.

## Сюжет
Селеста — бедная девушка, работающая в питомнике в маленьком городке и живущая с тяжело больной матерью. Перед смертью её мать приходит к отцу Селесты, о котором та ничего не знает и считает давно умершим, и просит его позаботиться о дочери, когда та останется одна. Отец Селесты — Леандро Ферреро, глава могущественной компании Висконти. Он женат на аристократке Тересе Висконти, тщеславной и деспотичной женщине, от которой у него трое детей: сыновья-близнецы Франко и Энсо и дочь Рита. Когда Аида, давняя подруга матери Селесты и сестра Леандро, приводит Селесту в особняк Висконти, Тереса принимает её за новую служанку и приказывает немедленно переодеться и приниматься за работу. Аида не смеет возразить Тересе и Селеста остаётся в особняке в качестве служанки.
Ещё перед приходом в особняк, Селеста знакомится с Франко. Франко рассказывает ей о святом Франциске и о фильме «Брат Солнце, сестра Луна», и они решают называть друг друга Солнце и Луна. Они сажают вместе дерево и договариваются встретиться на следующий день, чтобы сообщить друг другу свои настоящие имена, но у Селесты умирает мать и она не приходит на встречу. Франко считает, что Селеста его обманула и в отчаянии уезжает по делам в Италию, не надеясь больше увидеть Селесту. Однако по возвращении он встречает её в особняке, и их чувства вскоре вспыхивают вновь. Но прежде, чем они смогут спокойно жить вместе, Селесте и Франко придётся пройти через множество испытаний, таких как смерть новорожденного ребёнка и известие о том, что они являются братом и сестрой. Но счастье в конце концов приходит в их дом, когда становится известно, что Франко на самом деле сын Бруно, семейного доктора и любовника Тересы, а ребёнок Селесты жив и является не кем иным, как сыном Риты, за которым Селеста к тому времени уже давно ухаживала.

## Актёры

### В главной роли
- Андреа Дель Бока — Селеста Берарди
- Густаво Бермудес — Франко Ферреро

### В ролях
- Дора Барет — Тереза Висконти
- Герман Паласиос — Энсо Ферреро
- Артуро Мали — Бруно Розетти
- Эрика Вальнер — Сильвана Розетти
- Родольфо Мачадо — Леандро Ферреро
- Роберто Антьер — Даниэль
- Патрисия Кастель — Селика Кастеллини
- Густаво Рей — Рамиро Менендес
- Вивиана Сакконе — Рита Ферреро
- Грасиела Паль — Кончита Монтеро
- Адела Глейхер — Аида Ферреро

### А также
- Гильермо Арагонес — падре Луис
- Андреа Бонелли — Лаура Корран
- Лилиана Симони — Лила
- Ильда Бернард — Аманда Садовска
- Родольфо Бриндиси — падре Бенито
- Ракель Касаль — Ванина
- Густаво Фаби — Эмилиано
- Кристина Фернандес — Хулия Оливер
- Роберто Фиоре — Рамон
- Клаудио Гальярдо — Фелипе Кастеллини
- Освальдо Гиди — Себастьян Агирре
- Сильвина Драгоне — Дэйзи
- Уго Капрера — Улисес
- Рехина Ламм — Лусия Верарди
- Фернандо Льоса — Орасио Росс
- Норберто Мариани — Дарио
- Тито Мендоса — Карлос Альберто (Куки)
- Освальдо Ретриви — Кастелли
- Кристина Росадилья — Беатрис
- Алехандра Рубио — Виктория
- Габриэла Салас — Марина Корран
- Нестор Сакко — Агуэро

## Съёмочная группа
- Идея — Хорхе Вайльянт, Энрике Торрес, Рауль Лекуна
- Сценарий — Энрике Торрес, Хосе Николас
- Декорации — Хорасио Эскивель
- Костюмы — Эктор Видаль Ривас
- Освещение — Пьер Дехисуар
- Исполнительный продюсер — Сельсо Дуран
- Генеральный продюсер — Рауль Лекуна
- Режиссёр — Николас Дель Бока

## Продолжение
В 1993 г. вышло продолжение сериала под названием Селеста, всегда Селеста (исп. «Celeste Siempre Celeste»), повествующая о жизни главных героев после свадьбы.